# Calacuccia
Calacuccia é uma comuna francesa na região administrativa de Córsega, no departamento da Alta Córsega. Estende-se por uma área de 18,77 km². 